# Marcinelle

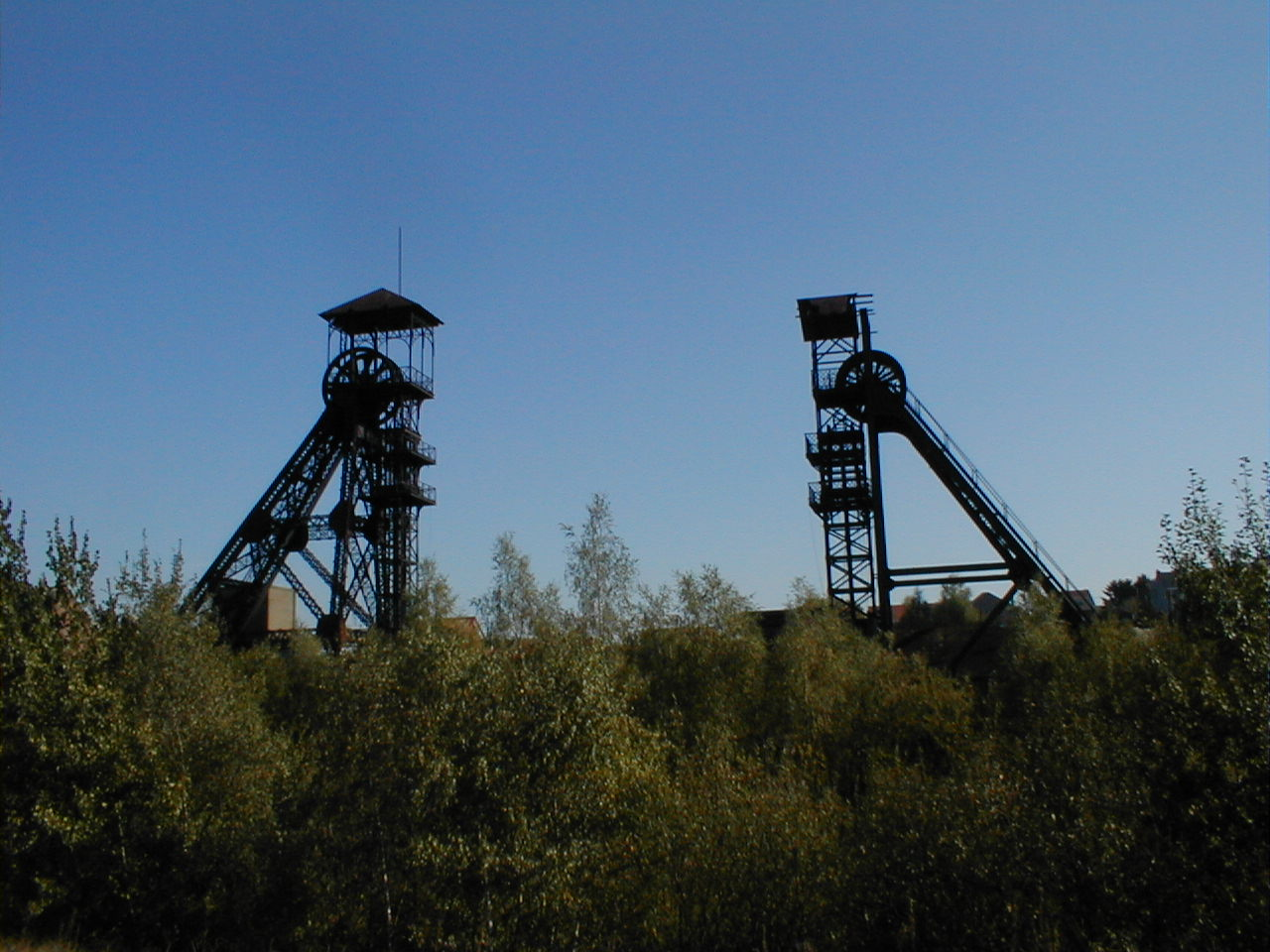
Marcinelle környéki bányák

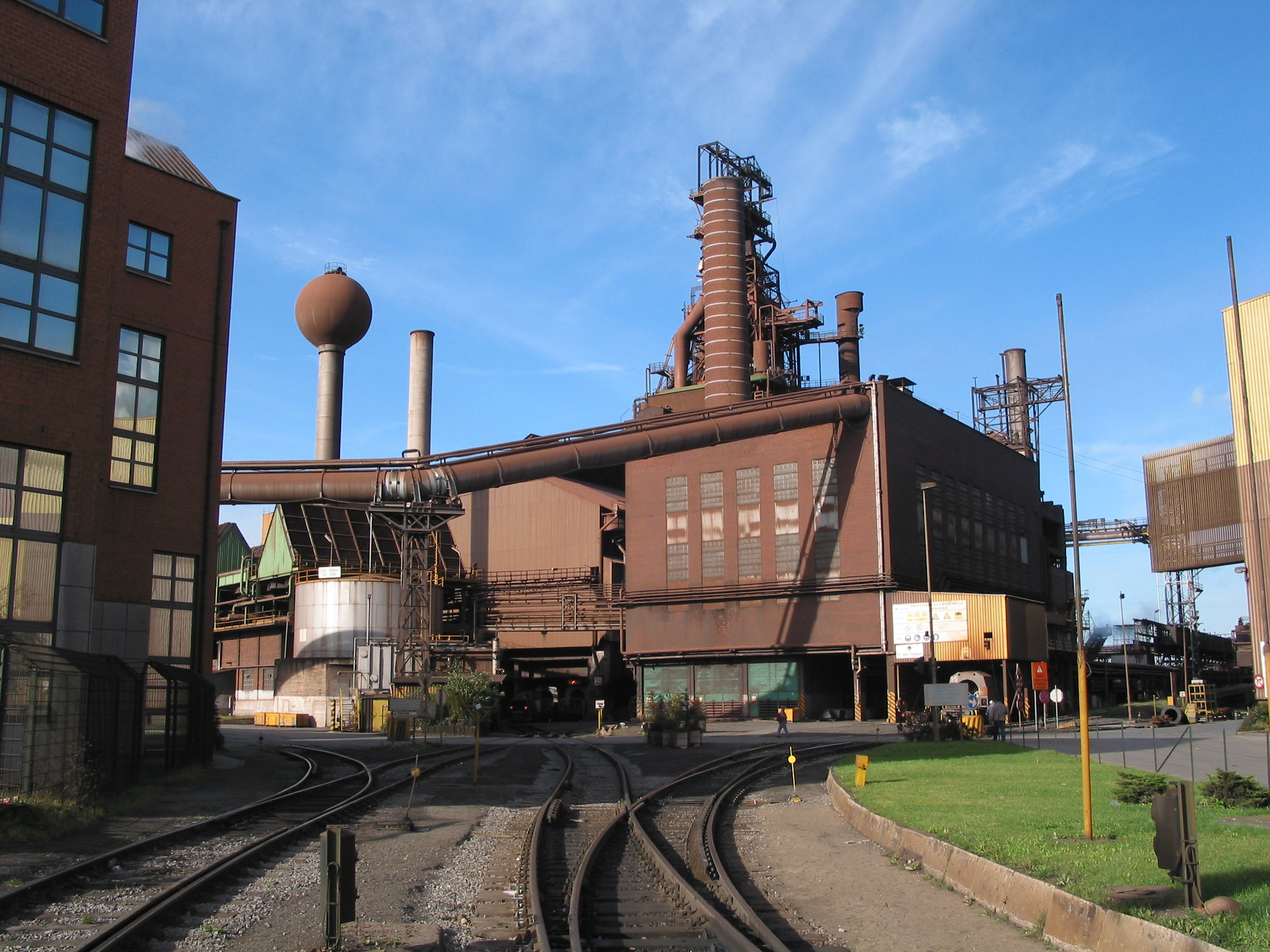
Vaskohó Marcinelle közelében

Marcinelle belga település a vallóniai Hainaut tartományban található. Közigazgatásilag 1977-től a közeli Charleroi város része.
Marcinelle a Sambre-folyótól és Charleroi városközponttól délre található. A település területének északi részén a Charleroi és környékére jellemző - ma már leginkább elhagyatott - ipari létesítmények, bányák és vasolvasztók találhatók. A település déli része viszont erdővel borított.
Marcinelle-ben található az egyik legnagyobb belga képregénykiadó, a Dupuis központja. A település még arról nevezetes, hogy letartóztatásáig itt lakott Marc Dutroux, a hírhedt belga pedofil és sorozatgyilkos.

## Története
A település nevét először 980-ban említik a források, a helyi Saint-Martin templommal kapcsolatban. A város neve igazán az 1956-os bányaszerencsétlenség kapcsán vált ismertté.
A bányászat és a nehézipar hagyatéka a település külterületén található meddőhányó, amely Európa legnagyobbja. A terület jelenleg védettséget élvez, mivel a meddőhányó környékén érdekes növény és állattársulások települtek meg.
A bányatűz után mind a belga kormány, mind az Európai Szén és Acélközösség lépéseket tett a bányák biztonságának fokozása érdekében. Ma az egykori tragédia helye műemlék és múzeum, amelyet a vallon "Le Bois du Cazier" társaság üzemeltet.

## Látnivalók
- "Le Bois du Cazier"
- Az 1923-ban épült Saint Martin templom a Meuse környéki román stílusban épült. A torony 12. sz.-i, a templomhajó 15. sz.-i, míg a kereszthajók a 18. sz.-ban épültek.

## Gazdaság
A település északnyugati részén, a Charleroi-val és Marchienne-au-Pont településekkel szomszédos területen jelentős nehézipari üzemek találhatók:
- Arcelor-Mittal: acélgyártás
- Alcatel: elektronika
- Alstom: elektronika
- Nexans: kábelek

## A marcinelle-i bányaszerencsétlenség
A marcinelle-i bányaszerencsétlenség a legnagyobb katasztrófa a belga bányászat történetében és az egyik legnagyobb Európában. A település közelében található Le Bois du Cazier szénbányában 1956. augusztus 8-án tűz ütött ki és a szerencsétlenség következtében 262 ember vesztette életét, köztük 136 olasz és 95 belga nemzetiségű bányász. Az áldozatok között 3 magyar bányász is volt.
Részben a szerencsétlenség nagyszámú nem-belga áldozata miatt Olaszország felmondta a Belgiummal között bevándorlási egyezményt és ezután a külföldi munkaerő előbb Spanyolországból és Portugáliából, később pedig Marokkóból és Törökországból érkezett.

### A tűz keletkezése
1956. augusztus 8-án reggel 8 körül Antonio Ianetta bányász egy szénnel teli csillét akart betolni a bányafelvonóba. A felvonó másik oldalán egy üres csille volt, amely feltehetően összeakadt a teli csillével és amikor a felvonó elindult, a kocsik elvágták a felszínre vezető telefonvonalakat, a hidraulikus berendezések csöveit és a levegőztető berendezés csövét. Szinte azonnal tűz ütött ki, a keletkező füstöt és gázokat a még működő szellőztető rendszer más tárnákba és aknákba is befújta. Kevesebb mint egy óra alatt minden kapcsolat megszakadt a felszín és a bányajáratok között.
Ianetta 8.25 körül érte el a felszínt és riadóztatott. 7 bányásznak még sikerült egy felvonóba szállni és a felszínt elérni, de a tűz hamarosan tönkretette a berendezéseket. A tűz miatt keletkező füstök és mérgező gázok miatt a lent rekedt bányászok jórészt életüket vesztették.
A szellőztető rendszert hamarosan sikerült újraindítani. A mentőcsapatok 15 óra elteltével 6 túlélőt a felszínre hoztak, de egy óra múlva a "Tutti cadaveri" (mindenki halott) üzenettel tértek vissza a felszínre.

### Következmények
A bányászok szinte egyöntetűen Antonio Ianettát okolták a szerencsétlenségért, aki életét féltve Kanadába emigrált. Csak 1959-ben kezdődött meg a szerencsétlenség pontos körülményeit vizsgáló tárgyalás és a bányát üzemeltető társaság szinte minden jogi eszközt bevetett, hogy a felelősségrevonást elkerülje. Demeuse bányamérnök a belga kormányt vádolta a szerencsétlenség bekövetkezése miatt, mivel még a szerencsétlenség előtt lefolytatott biztonsági vizsgálatban a bánya minden akkori követelménynek megfelelt. A vizsgálat kiderítette, hogy 10 bányász súlyos égési sérülések miatt vesztette életét, míg 251-en megfulladtak.
A vizsgálat eredményekét egyedül Adolphe Calicis mérnököt ítélték el, aki 1956-ban a bánya üzemeléséért volt felelős. Őt 1961-ben hat hónapos, felfüggesztett börtönbüntetésre és pénzbüntetésre ítélték, az indoklás miatt mivel elmulasztotta a bányászokat értesíteni a riasztás után.
A vizsgálat megállapította, hogy a marcinelle-i bánya berendezései igencsak elavultak voltak a szerencsétlenség bekövetkeztekor, például a hidraulikus rendszer még olajjal működött, míg más bányákban akkor már áttértek a víz használatára. Az aknák biztosító létesítményei és a tárnákat elválasztók ajtók fából voltak. Mindezek ellenére Marcinelle mindenben megfelelt az akkori biztonsági előírásoknak, amelyeket csak a szerencsétlenség után vizsgáltak felül.
A mentési munkálatok után a bányát ismét megnyitották, bár a kitermelés lényegesen a korábbi szint alatt maradt, mivel senki nem akart a bányában munkát vállalni. 1961. január 15-én ezért a bányát bezárták, de később feltártak egy szénben gazdag telért és a bánya ismét megnyitott. Véglegesen csak 1967 decemberében zárták be. Ma a bánya mint emlékmű és bányászati múzeum üzemel.
Még 1956 februárjában az olasz kormány felmondta az ún. szénegyezményt (Accord du Charbon), amelynek értelmében olasz bányászok érkeztek nagy számban a második világháború után, mivel a belga bányák biztonságát nem megfelelőnek találták. 2006-ban a Giro d’Italia néhány körversenyét Belgiumban rendezték meg, az Accord du Charbon aláírásának 60. és a marcinelle-i szerencsétlenség 50. évfordulójára emlékezve.